# Holger Liebs
Holger Liebs (* 1966 in Freiburg im Breisgau) ist ein deutscher Kunsthistoriker und Journalist.

## Leben
Liebs war zunächst als freier Journalist tätig, unter anderem beim Westdeutschen Rundfunk Köln. Er lehrte Architekturtheorie an der Bergischen Universität Wuppertal. Von 2001 bis 2010 war er Feuilletonredakteur der Süddeutschen Zeitung. Von 2010 bis 2016 war er Chefredakteur der Zeitschrift Monopol. Von 2016 bis 2017 war er Programmdirektor, von 2017 bis 2018 Verlagsleiter und von 2018 bis 2019 Editor-at-Large beim Kunstverlag Hatje Cantz. Seit dem 1. November 2020 ist er Leiter der Abteilung Medien und Kommunikation der Staatlichen Kunstsammlungen Dresden.